# Civilisation II
Civilisation II é o quinto EP da banda britânica Kero Kero Bonito, lançado em 21 de abril de 2021 pela Polyvinyl. O seguimento do EP Civilisation I de 2019, Civilisation II foi precedido pelo single "The Princess and the Clock" em 24 de fevereiro de 2021.
Em um comunicado à imprensa, Kero Kero Bonito descreveu Civilisation II como uma continuação das ideias apresentadas em Civilisation I, onde eles "exploram tendências humanas instintivas em três faixas, todas completamente criadas usando hardware vintage". Ambos os EPs foram fundidos em um álbum de compilação, intitulado simplesmente como Civilisation e lançado em 10 de setembro de 2021.

## História
O EP prequência Civilisation I, lançado em 30 de setembro de 2019, foi originalmente concebido para ser um projeto autônomo de quatro faixas, chamado Civilisation, para construir os temas de seu segundo álbum Time 'n' Place para sua turnê de 2019, mas foi encurtado para três faixas e dividido em dois projetos. A continuação, Civilisation II, originalmente deveria ser lançada em 2020, mas foi adiada para 2021 por causa da pandemia do COVID-19.

## Lançamento e Divulgação
Kero Kero Bonito anunciou o EP em 24 de fevereiro de 2021, juntamente com o lançamento do single "The Princess and the Clock" com um videoclipe de acompanhamento em seu canal no YouTube. O EP foi lançado via Polyvinyl em 21 de abril de 2021, juntamente com o single "21/04/20" sendo enviado para o canal do YouTube.

## Composição
Civilisation II foi descrito como um disco dream pop, synth-pop, hyperpop, futurepop, glitch pop, art pop e indie pop. A produção do EP foi feita com um sampler Korg DSS-1 e consistiu em uma mistura de sintetizadores vintage e letras evocativas com um arranjo sonhador. Kero Kero Bonito também citou que as três faixas do disco, como Civilsation I, também representam três tempos diferentes: passado, presente e futuro.

### Canções
Civilisation II abre com a faixa chiclete, synth-pop, pop experimental e hyperpop "Princess and the Clock".  A música representa o "passado", liricamente fala sobre "um protagonista sequestrado sendo preso em uma câmara" com uma influência chiptune na produção. A segunda faixa representando o "presente", "21/4/20" é uma música indie pop com uma "vibe futurista". A letra da faixa foi descrita como "ambulante e diarística" sobre reflexões sobre o bloqueio do ano anterior através de um estilo de fábula, e foi comparada como uma sequência de "Visiting Hours". O registro fecha com a faixa synth-funk, electro, glitch pop e techno "Well Rested", um remix da música "Rest Stop". Notado como o "corte mais experimental do EP", a batida da faixa foi caracterizada como "entre vaporwave e acid house". A música representa o "futuro", apresenta lirismos sobre um colapso ambiental sobre "visualizar um futuro transumanista à medida que a humanidade evolui para novas formas".

## Recepção
Civilisation II foi recebido com críticas positivas após o lançamento. No Metacritic, que atribui uma classificação normalizada de 100 com base em comentários de críticos convencionais, o álbum recebeu uma pontuação de 82 em 100, com base em comentários de cinco críticos, indicando "aclamação universal".
Shaad D'Souza, da Pitchfork, descreveu o EP como "focando no impacto emocional do desastre com engenhosidade, inteligência e um som quente e brilhante" em contraste com as "visões de pesadelo de guerra perpétua e fumaça de incêndio" de Civilisation I. Eles também observaram que "não medita tanto no declínio humano quanto nas fábulas e mitos que criamos para nos ajustar a ele". Martyn Young do Dork afirma que o EP "representa a alegria multifacetada de uma banda que pode fazer tudo". Jeff Cubbison, do Impose, chamou a faixa "The Princess and the Clock" de um "hino pop de sintetizador experimental explosivo", descrevendo-o como um "conto de fadas sombrio e pungente". Joe Vitagliano do American Songwriter nomeou o EP como um dos "melhores" lançamentos do primeiro semestre de 2021, escrevendo que "a mistura eclética de sintetizadores vintage, letras evocativas e arranjos sonhadores se juntam para formar algo verdadeiramente sublime".
Kate Elridge, da Riot, por outro lado, descreveu o EP como "menos coeso" do que Civilisation I e, embora tenha um "início promissor", comentando que as três faixas são "separadas e não relacionadas", fazendo com que o EP pareça "desorganizado e incompleto".

## Faixas
| N.º            | Título                       | Duração |  |
| 1.             | "The Princess and the Clock" | 3:49    |  |
| 2.             | "21/04/20"                   | 3:02    |  |
| 3.             | "Well Rested"                | 7:10    |  |
| Duração total: | Duração total:               | 14:01   |  |